# كورتيس إيرل لانغ
كورتيس إيرل لانغ هو مصور وشاعر كندي، ولد في 20 يناير 1937، وتوفي في 17 ديسمبر 1998.